# Melinis amethystea
Melinis amethystea är en gräsart som först beskrevs av Adrien René Franchet, och fick sitt nu gällande namn av Georg Zizka. Melinis amethystea ingår i släktet Melinis och familjen gräs. Inga underarter finns listade i Catalogue of Life.